# Cause-de-Clérans
Cause-de-Clérans är en kommun i departementet Dordogne i regionen Nouvelle-Aquitaine i sydvästra Frankrike. Kommunen ligger i kantonen Lalinde som tillhör arrondissementet Bergerac. År 2022 hade Cause-de-Clérans 336 invånare.

## Befolkningsutveckling
Antalet invånare i kommunen Cause-de-Clérans
Referens:INSEE